# العرب في فنلندا
العرب في فنلندا هم مواطنون في فنلندا يتحدثون اللغة العربية.
اللغة العربية في فنلندا هي ثالث أكثر لغة انتشاراً بعد اللغة الروسية والاستونية. اعتبارًا من عام 2017 ، يتحدث 26,467 شخصًا اللغة العربية في فنلندا كلغة أم.